# Latarnia morska Vilsandi
Latarnia morska Vilsandi – zbudowana w 1809 roku położona zachodnich wybrzeżach wyspy Vilsandi około 10 kilometrów na zachód od Saremy. Obiekt 20 lipca 2004 roku został wpisany na listę narodowych zabytków Estonii pod numerem 27241. Na liście świateł nawigacyjnych Estonii - rejestrze Urzędu Transportu Morskiego (Veeteede Amet) w Tallinnie - ma numer 925.
Latarnia została zbudowana w 1809 roku i jest najstarszą latarnią morską w prowincji Sarema. Wieża ma wysokość 37 metrów, wysokość światła to 40 m. Od 1827 roku latarnia została zelektryfikowana. W 1907 roku latarnikiem został Artur Toom, który w 1910 roku spowodował założenie pierwszego obszaru ochrony przyrody w niewielkiej wysepce Vaika. Uważa się to za początek ochrony przyrody w Estonii. Toom pracował jako latarnik do 1941 roku.
W 1957 roku latarnia przeszła gruntowny remont.